# 1778

## أحداث
- تأسيس مدينة سان فرانسيسكو دي ماكوريس وتقع حاليا في جمهورية الدومينيكان.
- بداية الحرب الأنجلو-فرنسية في 1 يونيو 1778 والتي انتهت في 1 سبتمبر 1783.

## مواليد
- جوفاني باتيستا بلزوني
- خوسيه دي سان مارتان
- غوستاف الرابع أدولف
- لويس جوزيف غي ـ لوساك
- ماريانو مورينو
- همفري ديفي

## وفيات
- أحمد الدمنهوري
- جان جاك روسو
- جوفاني باتيستا بيرانيزي
- فرنسوا كيناي
- كونراد إيكهوف
- وليام بت الأكبر
- 10 يناير - كارولوس لينيوس عالم نبات وحيوان وطبيب سويدي
- 30 مايو - الأديب الفرنسي فولتير.